# Cycle Kuznets
Un cycle Kuznets est un cycle économique d'entre 15 à 25 ans. Il est le fruit des travaux de Simon Kuznets.

## Histoire
Simon Kuznets commence sa carrière académique par la publication en 1930 d'une thèse universitaire portant sur le cycle, appelée Secular Movements in Production and Prices. Kuznets considère qu'une véritable observation économique suppose un appareil statistique et des indicateurs fiables. Il amasse une grande somme de statistiques issues de la comptabilité nationale et, dans les années 1930, analyse des mouvements cycliques dans l'économie.

## Concept
Les cycles qu'il remarque sont fondés sur les variations de l'investissement (en particulier, dans la construction) et les échanges extérieurs. Selon lui, l'accroissement des investissements est lié à la disponibilité de moyens financiers issus d'un solde commercial positif ou d'entrées de capitaux. La croissance provoquée par l'augmentation des investissements stimule les importations, dégradent la balance commerciale ; cela provoque une crise de confiance, qui fait fuir les capitaux, ce qui freine l'investissement, et donc la croissance. Les importations sont donc réduites, le solde commercial redevient positif, restaurant ainsi la confiance.

## Débats économiques
Les cycles Kuznets ne font pas l'unanimité : ses travaux sur le cycle de moyenne durée n'ont été ni confirmés par les faits, ni repris par les économistes.
Solomos Solomou remarque en 1987 dans une analyse de l'économie des États-Unis entre 1850 et 1973 la présence de plusieurs cycles Kuznets durant entre 20 et 30 ans.
Cependant, les recherches récentes employant l'analyse spectrale semblent confirmer la présence de cycles Kuznets dans la dynamique du PIB mondial.